# Forgotten Women (film 1913)
Forgotten Women è un cortometraggio muto del 1913 diretto da J. Farrell MacDonald. Prodotto dalla Victor Film Company, fu interpretato da J. Warren Kerrigan, William Worthington e Pauline Bush.

## Produzione
Il film fu prodotto dalla Victor Film Company.

## Distribuzione
Distribuito dall'Universal Film Manufacturing Company, il film - un cortometraggio in una bobina - uscì nelle sale cinematografiche USA il 17 novembre 1913.